# Madonna dell’Itria alla Kalsa

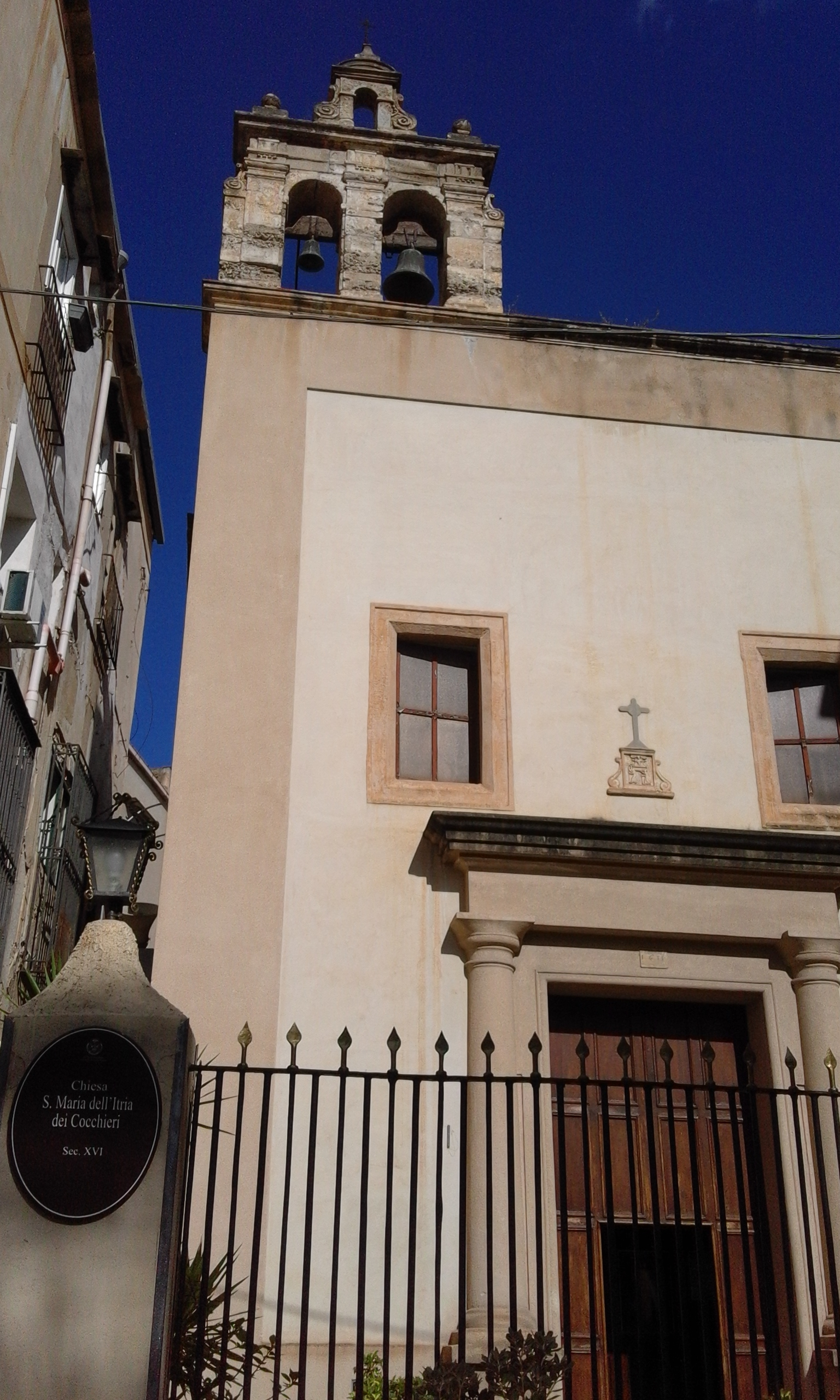
Madonna dell’Itria dei Cocchieri

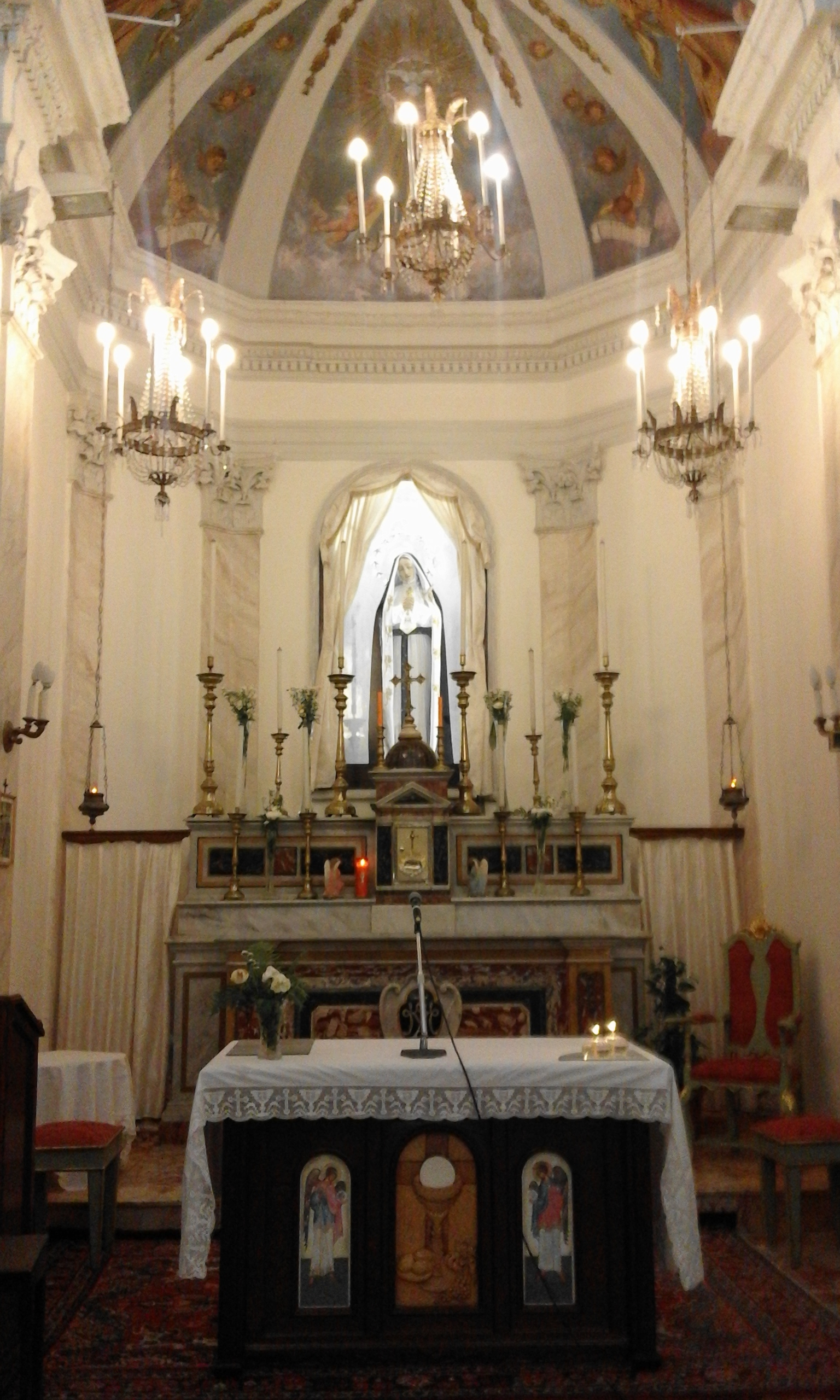
Altar der Kirche Madonna dell’Itria

Die Chiesa della Madonna dell’Itria dei Cocchieri ist eine Kirche der Renaissance in der Kalsa von Palermo.

## Geschichte
Die kleine Kirche an der Via Alloro wurde zwischen 1596 und 1611 von der Confraternita der Cocchieri über einer Krypta der Vereinigung der Carrettieri erbaut. Geweiht wurde sie, wie einige andere Kirchen auf Sizilien – eine weitere noch erhaltene in Palermo ist die Chiesa della Madonna dell‘Itria o della Pinta –, der Madonna Odigitria oder Madonna della Itria.  

## Beschreibung
Von der schlichten Fassade hat sich aus der Bauzeit lediglich der kleine, als Fassadenreiter ausgeführte Glockenturm erhalten. Das Innere der einschiffigen Kirche ist so schlicht wie ihr Äußeres und misst lediglich 14,45 × 7,35 m. Zwei Gemälde („Madonna“ und „Christi Auferstehung“) schmücken die Wände.
Wie nur einige wenige Kirchen Palermos verfügt die Madonna dell’Itria über eine etwa 150 m² große Krypta, die den Fuhrleuten und später der Bruderschaft „Gesù e Maria“ als letzte Ruhestätte diente. Wände und Decken sind mit Fresken „Jüngstes Gericht“ und „Erlösung“ eines unbekannten Malers versehen.